# بن علي محمد الصالح
محمد الصالح بن علي بن خليفة (1965 -) هو فنان تشكيلي جزائري.

## حياته ونشأته
ولد في بلدية النخلة، ولاية الوادي، الجمهورية الجزائرية، لأسرة فقيرة يغلب عليها طابع البداوة، كان والده من الرحل في أول حياته ثم فلاحا معتمدا على غراسة النخيل، بدأ اهتمامه بفن الرسم والخط العربي منذ مرحلة الدراسة بالمتوسطة. دخل معهد التكنولوجي للتربية بـ جيجل سنة 1985 ليتخرج أستاذا لمادة التربية التشكيلية.

## أعماله
- نشر الكثير من أعماله الفنية بالصحف الوطنية، كما نشر العديد من المقالات بمختلف الجرائد أهمها البحث الفائز بالجائزة الأولى لأحسن بحث حول أهمية الفنون التشكيلية بالمهرجان الوطني السابع للفنون التشكيلية بسوق أهراس سنة 1996 تحت عنوان: التشكيل والجـمال في حيـاتنـا والبحث الفائز بالجائزة الولائية الأولى لمسابقة الدكتور أبو القاسم سعد الله للبحوث العلمية والتاريخية، تحت عنوان: الخط العربي فن ميّز حضارتنا في مارس 1993.
- مهتم بأدب الطفل حاصل على الجائزة الوطنية الثانية في قصة الطفل بالمسابقة الوطنية التي نظمت من طرف جمعية أدب الأطفال «سندباد» بـ مليانة ، تحت عنوان: الثعـلـب الـجاهل ومن أعماله المطبوعة في هذا الشأن قصة للأطفال بعنوان: في ربوع الجزائر سنة 1999 ، والرسام الصغير: وهي سلسلة لتعليم الرسم والخط العربي بأحدث الطرق التربوية سنة 1997 ، كما حصل على الجائزة الوطنية الأولى لأحسن بحث بالمهرجان الوطني الثالث للأنشودة المدرسية بالوادي سنة 1997 بعنوان: الأنشودة المدرسية فن وتربية.
- مهتم بالبحث في الثقافة الشعبية وجمع التراث المحلي له في هذا الشأن سلسلة الثقافة الشعبية صدر منها:

1. 1500 مثل وحكمة شعبية من وادي سوف (مطبوع).[2]
2. الألغاز الشعبية في وادي سوف ( مطبوع )

- كان أحد المهندسين لمفكرة نهاية القرن العشرين 1999/2000 التي تضمنت جردا عاما لتاريخ وتراث ومآثر وشخصيات وثقافة وادي سوف والتعريف بها في شتى مناحي الحياة.
- أقام العديد من المعارض الفنية المحلية والوطنية والدولية خاصة تونس وشارك في تنظيم العديد من التظاهرات الثقافية.
- اختير عضوا بالمجلس الولائي للثقافة لولاية الوادي ( قرار رقم 14/2000 المؤرخ في 24/10/2000 )
- صنّف ضمن موسوعة العلماء والأدباء الجزائريين (يلاحظ موسوعة العلماء والأدباء الجزائريين ص 110 دار الحضارة 2003
- حاصل على عدّة جوائز ولائية في الفنّ التّشكيلي.
- حاصل على جائزة وطنية في الفنّ التّشكيلي.
- حاصل على جائزة وطنية في قصّة الطّفل.
- حاصل على جائزة وطنية في البحث التّربوي.
- حاصل على جائزة وطنية في كتابة المقال الصّحفي.
- متحصّل على عضوية الدّيوان الوطني لحقوق المؤلّف.
- حاصل على السّنام الذّهبي لأحسن كاتب للموسم الثّقافي 2012/2013 بولاية الوادي.
- حاصل على وسام رئيس الجمهورية الخاصّ بالذّكرى الستّين لاندلاع الثّورة التّحريرية.
- حاصل على بطاقة الفنّان ـ مؤلّف ـ الرّقم التّعريفي الوطني:....
- صحفي (متعاون) بجريدة الجديد اليومي، (كاتب عمود "شذرات ثقافية"، ومقالات).
- معدّ ومقدّم برامج بإذاعة الجزائر من الوادي: "حكايات زمان"، "ومضات من تاريخنا"، و"كلام جدود".
- حاصل على الجائزة الوطنية الأولى في أدب الرحلة بجائزة الحسين الورثيلاني الثانية لأدب الرحلة لسنة 2023.

## كتب ومؤلفات
- الرسام الصغير (سلسلة تربوية لتعليم الرسم والخط العربي)
- 1500 مثل وحكمة شعبية من وادي سوف.
- الألغاز الشعبية في وادي سوف (الجزء الأول).
- في ربوع الجزائر (قصة مصورة للأطفال).
- مفكرة نهاية القرن العشرين (بالاشتراك).
- الواضح الجلي في تاريخ أولاد مبروكة وشجرة بن علي.
- الشاعر الشعبي الساسي حمادي حياته ومختارات من أشعاره.
- من روائع الشاعر الشعبي علي عناد.
- عبد الرزاق شوشاني شاعر الوطن والبادية.
- الموسوعة السوفية للأمثال والحكم الشعبية.
- الألغاز الشعبية بوادي سوف «دراسة ومدونة».
- الشيخ الحسين حمادي حياة علم وكفاح.
- جماليات العمارة التّقليدية في وادي سوف، حيّ الأعشاش نموذجا (1400 – 2011م) دراسة تاريخية     وصفية، (الجزء الأوّل)
- شهداء الثّورة التّحريرية ببلدية النّخلة.
- جماليات العمارة التّقليدية في وادي سوف، حيّ الأعشاش نموذجا (1400 – 2011م) دراسة تاريخية     وصفية، (الجزء الثّاني)
- سلسلة "أحبّ وطني"، قصص مصوّرة للأطفال، صدر     منها: ـ في ربوع الجزائر، ـ صانع الأعلام.
- سلسلة قصص الأطفال: (الأنيس 01) وتتألّف من: 1 ـ دكدوك العنيد  2 ـ الغزالة المغرورة  3 ـ الجمال الحقيقي   4 ـ الجدي الحكيم   5 ـ الذئب والأرانب  6 ـ حين نتفرّق يأكلنا الذّئب.
- رحلة المثل الشّعبي من المورد إلى المضرب (قصص أمثال من وادي سوف)
- شذرات ثقافية ـ مقالات في الثّقافة والفكر والتّاريخ.
- سلسلة "من أبطالنا": سلسلة قصص تاريخية للصّغار، صدر منها:  §      الشّهيد القائد: محمّد لخضر عمارة (حمّه لخضر).  §       الشّهيد القائد: الجيلاني بن عمر (سي الجيلاني).  §       الشّهيد القائد: العربي قمّودي (الطّالب العربي).  §       الشّهيد القائد: سعيد عبد الحيّ.  §       الشّهيد القائد: عبد الكريم هالي.
- وادي سوف أعلام ومعالم كتاب جماعي (بالاشتراك)
- الواضح الجلي في تاريخ أولاد مبروكة وشجرة بن علي (الطبعة الثانية)
- سلسلة "تاريخ بلادي" حَدَّثَنَا الْـجَدُّ قَالَ، سلسلة قصص تاريخية للصّغار ـ (بدعم من وزارة الثّقافة)
- من الرمل إلى الرمل ـ طرائف وأخبار من رحلتي إلى أدرار، دار وهج للإعلام، الثقافة والفنون.
- نبض النبض ـ ومضات قصصية. دار وهج للإعلام، الثقافة والفنون.
- سمر النّجع ـ حكايات شعبية من منطقة وادي سوف. وزارة الثقافة والفنون الجزائرية.
- صفحات من حياة المجاهد الجيلاني غنبازي (بابا الـمينة) دار سامي للنشر والطباعة ـ الوادي
- المراجع

1. ↑  الأقرع، حسن حسين. "السيرة الذاتية للكاتب والفنان التشكيلي الأستاذ : بن علي محمد الصالح بن خليفة ـ النخلة ولاية الوادي ـ الجزائر ". محكمة النّقد. مؤرشف من الأصل في 2024-01-23. اطلع عليه بتاريخ 2024-01-23.
2. ↑  "1500مثل وحكمة شعبية من وادي سوف ـ بن علي محمد الصالح". مكتبة نور. مؤرشف من الأصل في 2022-06-16.